# Michael Doohan

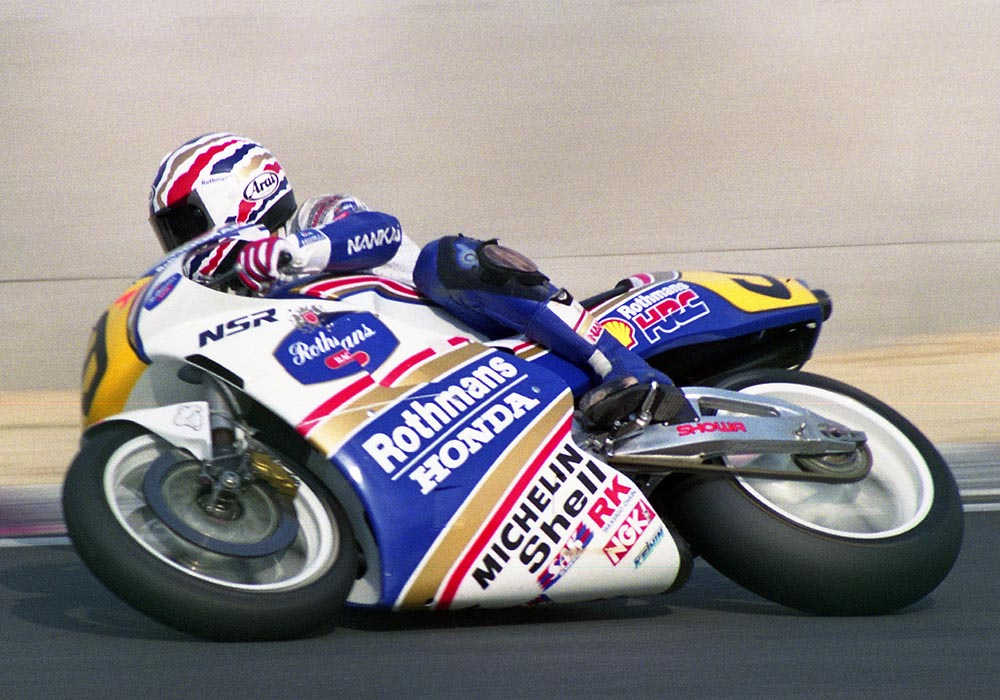
Michael Doohan

Michael (Mick) Sydney Doohan (Brisbane, 4 juni 1965) is een Australisch voormalig wereldkampioen motorracen 500cc. Hij heeft gedurende zijn carrière 5 achtereenvolgende wereldtitels behaald in deze klasse. Alleen Giacomo Agostini met 8 wereldtitels (waarvan 7 opeenvolgend),Valentino Rossi met 7 wereldtitels (waarvan 5 opeenvolgend) en Marc Márquez met 6 wereldtitels hebben meer gewonnen. Doohan wordt beschouwd als een van de grootste motorcoureurs in de geschiedenis van de motorsport. Hij is de vader van formule 1 coureur Jack Doohan.

## Achtergrond carrière
Mick Doohan begon zijn racecarrière in 1974, op 9-jarige leeftijd in Brisbane; Queensland Australië. Zijn eerste noemenswaardige prestatie behaalde hij in de Queensland 10-12 jaar competitie; hij eindigde hierin als 2de. In 1981, verhuisde de Doohan familie, naar Gold Coast; 80 km ten zuiden van Brisbane en maakte in 1984 zijn debuut, op 19-jarige leeftijd, als coureur, in de Surfers Paradise Raceway, Australië op een Yamaha RZ350.
Eind jaren 80 nam Doohan deel aan de Australische Superbikes, en won beide races van het WK Superbikes WorldSBK, gehouden op Oran Park in 1988.
Doohan maakte zijn GP-debuut in 1989, op een 4-cilinder 500cc, Honda, van het team Rothmans. Hij eindigde dit seizoen als 9de van het WK, met als beste resultaat dat seizoen, een 3de plek, op het circuit van Hockenheim, tijdens de Grand Prix van West-Duitsland. In het seizoen 1989 miste Doohan 3 races door een blessure aan zijn vingers. Doohan bleef zich zelf verbeteren in het, voor hem 2e seizoen, door als 3de te eindigen in de WK stand, achter Wayne Rainey en Kevin Schwantz. In 1992 leek Doohan op weg naar zijn eerste wereldtitel. Doohan won 5 van de eerste 7 races en leidde het kampioenschap met 53 punten, maar raakte ernstig gewond tijdens de kwalificatie voor de GP van Nederland TT Assen. Door complicaties aan de opgelopen dubbele beenbreuk, kon Doohan niet deelnemen aan 4 races, tot en met de GP van Brazilië. Hierdoor kon Wayne Rainey uiteindelijk de wereldtitel pakken met 140 punten, tegen de 136 punten van Doohan. In het naseizoen van 1992, onderging Doohan een correctieve operatie aan zijn rechterbeen. Vooraf aan het seizoen 1993 brak Doohan zijn pols tijdens een test in Maleisië. Hierdoor begon Doohan niet volledig fit aan het seizoen 1993. In het begin van het seizoen ondervond Doohan veel problemen met het gebruik van de achterrem, welke met de rechtervoet bediend hoorde te worden, dit werd veroorzaakt door stijfheid in zijn rechterbeen. Zijn prestaties verbeterden drastisch toen zijn Rothmans Honda werd uitgerust met een achterrem welke met de hand bediend kon worden. In Oostenrijk resulteerde dit in een tweede tijd tijdens de kwalificatie, de snelste raceronde en hij finishte als tweede in de race. In de zevende volgende races, finishte Doohan 5 keer in de top 3, hij won de Grand Prix van San Marino, werd 2de in de Grand Prix van Nederland, Spanje en Italië, en een derde plaats in Tsjecho-Slowakije.

## MotoGP Hall of Fame
In 2000 werd Mick Doohan opgenomen in de MotoGP Hall of Fame

## Statistiek
| Seizoen | Klasse | Motor  | Races | Overw. | Podium | Poles | Ptn | Pos |
| ------- | ------ | ------ | ----- | ------ | ------ | ----- | --- | --- |
| 1989    | 500 cc | Honda  | 12    | 0      | 1      | 0     | 81  | 9e  |
| 1990    | 500 cc | Honda  | 15    | 1      | 5      | 3     | 179 | 3e  |
| 1991    | 500 cc | Honda  | 15    | 3      | 14     | 2     | 224 | 2e  |
| 1992    | 500 cc | Honda  | 9     | 5      | 7      | 6     | 136 | 2e  |
| 1993    | 500 cc | Honda  | 13    | 1      | 6      | 4     | 156 | 4e  |
| 1994    | 500 cc | Honda  | 14    | 9      | 14     | 6     | 317 | 1e  |
| 1995    | 500 cc | Honda  | 13    | 7      | 10     | 9     | 248 | 1e  |
| 1996    | 500 cc | Honda  | 15    | 8      | 12     | 8     | 309 | 1e  |
| 1997    | 500 cc | Honda  | 15    | 12     | 14     | 12    | 340 | 1e  |
| 1998    | 500 cc | Honda  | 14    | 8      | 11     | 8     | 260 | 1e  |
| 1999    | 500 cc | Honda  | 2     | 0      | 1      | 0     | 33  | 17e |
| Totaal  | Totaal | Totaal | 137   | 54     | 81     | 58    |     |     |